# Ромеро, Диего (футболист, 2001)
Диего Алонсо Ромеро Качай (исп. Diego Alonso Romero Cachay; род. 17 августа 2001, Чиклайо) — перуанский футболист, вратарь клуба «Университарио», выступающий на правах аренды за аргентинский «Банфилд».

## Клубная карьера
Ромеро — воспитанник клуба «Университарио». 30 сентября 2020 года в матче против «Депортиво Мунисипаль» он дебютировал в перуанской Примере. В 2023 году Диего стал чемпионом Перу.

## Международная карьера
В 2019 году в составе молодёжной сборной Перу Ромеро принял участие в молодёжном чемпионате Южной Америки в Чили. На турнире был запасным и на поле не вышел.

## Достижения
Командные
 «Университарио»
- Победитель перуанской Примеры — 2023